# سارا بیلمایر
سارا بیلمایر (انگلیسی: Sarah Billmeier؛ زادهٔ ۱۲ ژوئن ۱۹۷۷) ورزشکار اسکی آلپاین و از برندگان مدال طلا پارالمپیک اهل ایالات متحده آمریکا است.

## جوایز و افتخارات
وی در مسابقات کشوری و بین‌المللی در مجموع برندهٔ ۷ مدال طلا، ۵ مدال نقره، ۱ مدال برنز شده است.